# Anatolij Jackow
Anatolij Antonowicz Jackow (ros. Анатолий Антонович Яцков, ur. 18 maja?/31 maja 1913 w Akermanie, zm. 26 marca 1993 w Moskwie) – radziecki dyplomata i szpieg działający w Stanach Zjednoczonych w latach 40. XX wieku.

## Życiorys
W 1914 po wybuchu I wojny światowej wraz z rodziną przeniósł się do guberni tambowskiej, gdzie skończył szkołę średnią, później przeniósł się do Moskwy, gdzie był m.in. pracownikiem cukrowni i ślusarzem, 1932-1937 studiował w Moskiewskim Instytucie Poligraficznym. Pracował jako inżynier-technolog w fabryce kartograficznej w Moskwie, w 1938 został skierowany przez partię do pracy w NKWD, w 1940 ukończył wywiadowczą szkołę specjalnego przeznaczenia i wyznaczony pracownikiem działu francuskiego, następnie anglo-amerykańskiego Wywiadu Naukowo-Technicznego GUGB NKWD ZSRR. W lutym 1941 jako pełnomocnik ds. wywiadu naukowo-technicznego przybył do Nowego Jorku, pracował w rezydenturze NKGB pod przykrywką stażysty i sekretarza Konsulatu Generalnego ZSRR (pseudonim operacyjny „Aleksiej”), kierował pracą grupy agentów, a w 1942 sam zwerbował specjalistę od radioelektroniki - agenta o pseud. „Błok” (nazwisko nieznane). Dzięki temu ZSRR uzyskał cenne informacje o sprzęcie radiowym i lotniczym oraz technice używanej przez obronę przeciwlotniczą. Również w 1942 kierował pracą Morrisa i Lony Cohenów. Współpracował również z agentami dostarczającymi ZSRR informacje o Projekcie Manhattan, szczególnie z Klausem Fuchsem. W 1944 zwerbował jeszcze jednego agenta o pseud. „Persej” z amerykańskiego centrum nuklearnego Los Alamos, który również przekazał cenne informacje, i dotąd nie został rozpracowany przez Amerykanów. W drugiej połowie 1945 został rezydentem wywiadu zagranicznego NKGB w Nowym Jorku, w grudniu 1946 mianowano go rezydentem NKGB w Paryżu pod przykrywką II sekretarza Ambasady ZSRR, gdzie zaczął tworzyć sieć agenturalną po linii wywiadu naukowo-technicznego i kanały do uzyskiwania informacji o francuskim pokojowym programie nuklearnym (który po kilku latach przekształcił się w program wojskowy). W 1949 wrócił do Moskwy i objął funkcję zastępcy szefa Wydziału Wywiadu Naukowo-Technicznego MGB ZSRR, później pracował w aparacie pełnomocnika MGB ZSRR w NRD, w wywiadzie ZSRR w Iraku, potem ponownie w Wydziale Wywiadu Naukowo-Technicznego, w 1963 został szefem jednego z wydziałów KGB ZSRR, w ostatnich latach służby był szefem specjalnego wydziału w Instytucie KGB ZSRR Czerwonego Sztandaru, w 1985 zakończył służbę w stopniu pułkownika. Został pochowany z wojskowymi honorami na Cmentarzu Wagańkowskim. W 1998 w Rosji wydano znaczek pocztowy z jego wizerunkiem.

## Odznaczenia
- Bohater Federacji Rosyjskiej (pośmiertnie, 15 czerwca 1996)
- Order Rewolucji Październikowej
- Order Czerwonego Sztandaru Pracy
- Order Wojny Ojczyźnianej II klasy
- Order „Znak Honoru”

I medale.